# Jozef Tiso
Jozef Tiso (en húngaro: Tisza József; 13 de octubre de 1887-18 de abril de 1947) fue un sacerdote católico que fue diputado del Parlamento checoslovaco, miembro del gobierno checoslovaco y finalmente, entre 1939-1945, presidente de la República Eslovaca Independiente, aliada de la Alemania nazi. Después de la Segunda Guerra Mundial, Tiso fue ejecutado por las autoridades checoslovacas.
Estudiante brillante y formado en el mejor seminario húngaro de la época, ascendió rápidamente en la jerarquía católica. Fue uno de los fundadores del Partido Popular Eslovaco, el mayor de la región durante el periodo de entreguerras. En el periodo checoslovaco anterior a la guerra mundial, buscó denodadamente defender los intereses católicos, obtener la autonomía de Eslovaquia y mejorar la calidad de vida de la población. Pese a su continua actividad política, no dejó de atender su parroquia. Entre 1927 y 1929 fue ministro de Salud y Educación Física. Miembro de la corriente moderada del partido, abogaba por la solución pacífica y pactada de los problemas políticos.
Sucedió a Andrej Hlinka al frente del partido en 1938, cuando Eslovaquia obtuvo la autonomía. En 1939, tras la proclamación de la independencia, el Parlamento eslovaco lo eligió presidente por unanimidad, cargo que desempeñó durante los cinco años siguientes. El país mantuvo una estrecha colaboración con Alemania, responsable de la desintegración de Checoslovaquia. Durante su mandato, el país entregó a los alemanes a más de sesenta mil judíos. En 1944, Tiso logró aplastar el levantamiento en su contra con ayuda alemana. A partir de ese momento, el país quedó ocupado por los alemanes.
Arrestado tras el final de la guerra, fue juzgado por colaboración con el enemigo, traición y crímenes contra la humanidad. Declarado culpable de todos los cargos el 15 de abril de 1947, fue ahorcado tres días después.

## Periodo austrohúngaro

### Infancia y juventud
Jozef Gašpar Tiso nació el 13 de octubre de 1887 en el pueblo de Nagybittse, por entonces en el extremo noroccidental de la Transleitania. Su padre, Jozef, era un carnicero de familia acomodada, mientras que su madre, Terézia, provenía de una familia más modesta de alfareros. Los dos eran eslovacos y no hablaban húngaro, como la mayoría de la población del condado, fundamentalmente rural. La familia era una de las más ricas de la localidad. Jozef era el segundo de los siete hermanos que sobrevivieron a la infancia: tres varones y cuatro mujeres. El hermano mayor, Pavol, heredó el negocio paterno de la carnicería. Los padres eran católicos y educaron a los hijos como tales, con severidad.

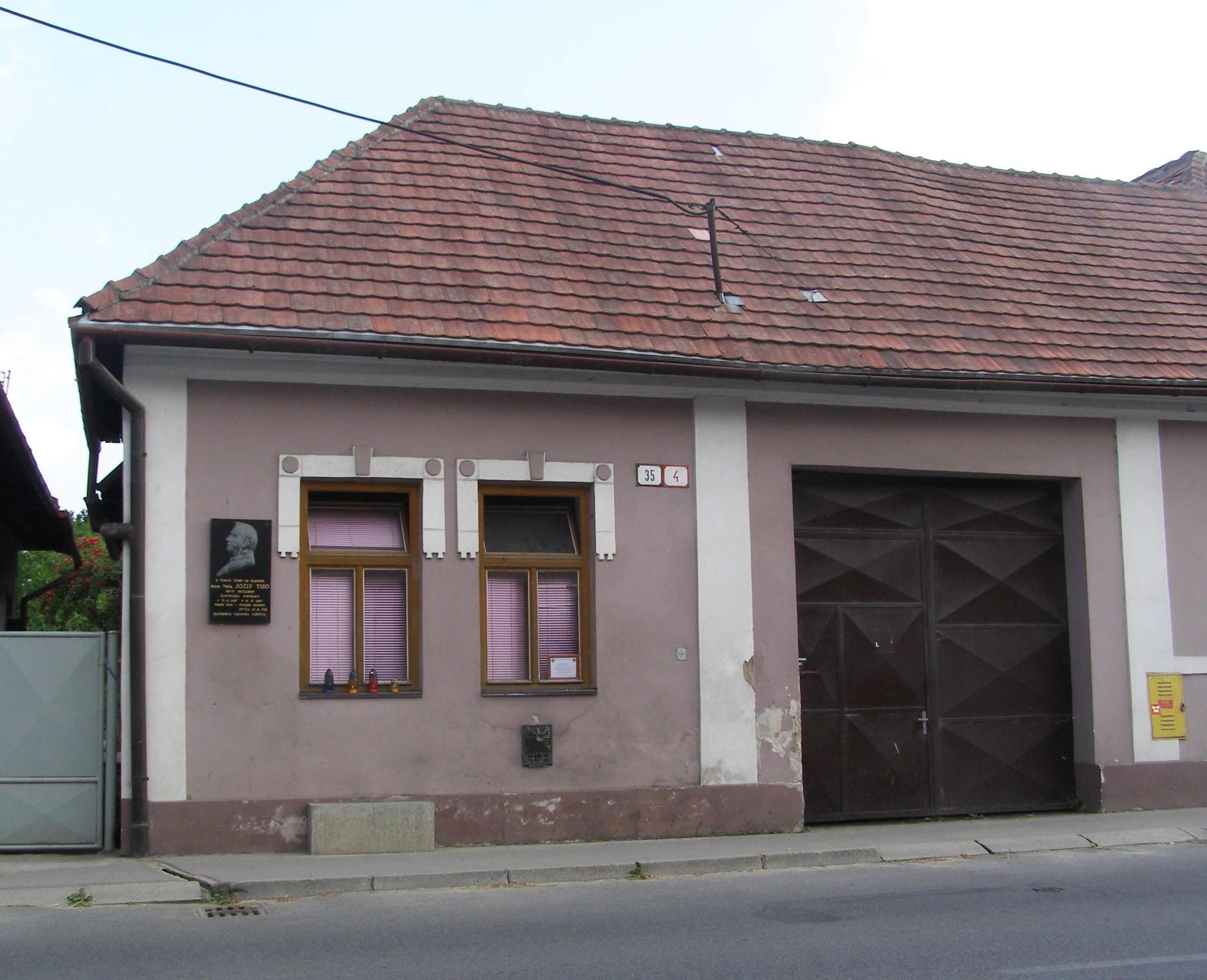
La casa natal de Jozef Tiso en Nagybittse (la moderna Bytča).

Sus primeras letras las aprendió, en eslovaco, en una escuela de su localidad natal. En esta asimiló también los primeros rudimentos del húngaro y el alemán. Pasó luego a una escuela, ya en húngaro, de la cercana Zsolna, donde sustituyó a su hermano como el estudiante de la familia; esta había decidido darle una educación para que se hiciese sacerdote, una profesión a la sazón deseable en la región. Al acabar la escuela primaria en Zsolna, marchó a estudiar la secundaria en Nitra. Cursó la escuela secundaria en el instituto escolapio de Nitra, becado merced a sus buenas notas, ya como seminarista. Su excelente desempeño académico hizo que el obispo local lo enviase a estudiar al selecto seminario húngaro del Pázmáneum de Viena en 1906, donde la diócesis normalmente no mantenía más que a un alumno. En este nuevamente destacó, tanto por su capacidad intelectual como por su industria; el último año, ocupaba ya el más alto puesto estudiantil del seminario. Se ordenó en 1910, aunque aún no tenía la edad necesaria para ello, merced a una dispensa y se doctoró un año más tarde.
En su intensa formación vienesa en la que apenas disfrutaba de tiempo libre, Tiso encontró la que sería su principal guía política en su actividad posterior: la Suma teológica de santo Tomás de Aquino, glosada por el influyente jesuita suizo Viktor Cathrein, que dio a la obra un carácter político conservador, autoritario y jerarquizante.
Fue luego coadjutor en tres pueblos del Felvidék: Ocsad, Rajecz y Bán. En la primera, la más pobre, en la que pasó diez meses mientras preparaba su tesis doctoral, colaboró en la organización de un sindicato campesino. En Rajecz y Bán, presidió varias asociaciones católicas locales. A mediados de 1913, el obispo lo destinó a Bán. En esta época, participó en una serie de actividades organizativas, fundamentalmente contra los negocios judíos en la región.
En esta época y hasta la disolución de Austria-Hungría al final de la Primera Guerra Mundial, Tiso perteneció al abundante grupo de personas de la región cuya identidad dependía poco de la nacionalidad y mucho de otros aspectos. En su caso, de su profesión de sacerdote católico.

### La Primera Guerra Mundial
Al estallar la Primera Guerra Mundial en 1914, sirvió como capellán militar del 71.º Regimiento de Trencsén. Como tal, participó en las primeras batallas del frente oriental en el sector austrohúngaro durante los dos primeros meses de la contienda. En octubre, aquejado de nefritis, abandonó el frente para tratarse en un balneario en su región natal. Retomó su actividad brevemente en la guarnición de Komárom, pero se le volvió a conceder la baja en febrero de 1915, que disfrutó hasta agosto, cuando se le envió un mes a Eslovenia. El obispo de Nitra le otorgó dos destacados puestos en la localidad (director del seminario diocesano y profesor de religión en su antiguo instituto), lo que le permitió volver a ella en seguida y ser licenciado del Ejército.
A finales de la guerra, se fue acercando a los círculos nacionalistas eslovacos, aunque discretamente. Hasta entonces, había sido un firme defensor de la monarquía austrohúngara, de la que la Iglesia católica y el Ejército eran dos pilares fundamentales. A principios de 1918, ingresó en la agrupación local del católico populista Partido Popular de Hungría, partido que allí dominaban los sacerdotes católicos. Al mismo tiempo, fue designado secretario de una asociación socialcristiana de la población. En septiembre, el obispo le nombró profesor de religión de Nitra al tiempo que, fundamentalmente en privado, se acercaba a los nacionalistas eslovacos.
De 1921 a 1924, sirvió como secretario del obispo y profesor en el mencionado seminario. En 1924 fue nombrado deán de la parroquia de la ciudad de Bánovce nad Bebravou.

## Periodo checoslovaco
La entrada de Tiso en política se produjo velozmente, en mitad de la disolución de Austria-Hungría a finales de 1918. El 1 de diciembre, cantó en medio de una reunión socialcristiana de Nitra el himno nacional eslovaco, sorprendiendo a la concurrencia. Apenas una semana más tarde, era ya el principal político socialcristiano de la localidad y negoció la entrada de las tropas checoslovacas en ella. Muy activo políticamente, colaboró en la refundación del Partido del Pueblo Eslovaco, tuvo un puesto destacado en la administración provisional de Nitra y compitió con los socialdemócratas por el favor de la población, con el objetivo de formar una comunidad cristiana y socialmente justa.

### Ascenso político
Tiso se convirtió en uno de los líderes del Partido del Pueblo Eslovaco. El padre Andrej Hlinka había fundado el Partido del Pueblo Eslovaco como agrupación católica en 1911, tras abandonar el Partido Popular de Hungría, cuando la futura Eslovaquia formaba aún parte del Imperio austrohúngaro.
El partido buscó la autonomía de Eslovaquia dentro de Checoslovaquia y, después de 1923 se convirtió en el mayor partido de Eslovaquia. Abarcó una de las dos partes puramente eslovacas en Eslovaquia; los partidos restantes representaron a minorías nacionales, o funcionaron (por lo menos nominalmente) a través de Checoslovaquia. Cuando Hlinka murió en el verano de 1938, Tiso, hasta entonces vicepresidente del partido, lo sucedió interinamente en la presidencia de la formación; el congreso del partido de septiembre de 1939 había de decidir quién ocupaba finalmente el cargo de presidente.
Incluso durante su presidencia, Tiso continuó trabajando activamente como sacerdote de la parroquia de la ciudad de Bánovce nad Bebravou (desde 1924 a 1945). Desde 1925 a 1939 fue diputado en el Parlamento checoslovaco en Praga, y a partir de 1927 y hasta 1929 miembro del gobierno checoslovaco como ministro de Salud y Deportes, posteriormente del 6 de octubre al 28 de noviembre de 1938 formó parte del gobierno checoslovaco como ministro para los Asuntos Eslovacos.

### Ministro
En las elecciones del 1925, el partido obtuvo muy buenos resultados: recibió un tercio de los votos de la región, si bien quedó séptimo a nivel nacional. Un cuarto de los votos del partido provino del distrito electoral de Tiso, que obtuvo un escaño en el Parlamento checoslovaco. Para Tiso, supuso un ascenso en el partido y el acercamiento temporal a Hlinka. A finales de 1926, logró que el partido pactase con otros grupos checoslovacos para entrar por primera vez en el Gobierno, fundamentalmente sustituyendo a los socialistas, pese a las reticencias de Hlinka y de su principal rival en el partido Vojtech Tuka. Entre 1927 y 1929, Tiso encabezó el grupo parlamentario del PPE en Praga.
Durante su periodo al frente del ministerio, se alojaba en una celda de un monasterio de la capital y viajaba todas las semanas a su parroquia eslovaca. El resultado de su paso por el Gobierno fue escaso para las aspiraciones del partido y acabó tras la condena por traición de Tuka, al que el PPE había defendido. Los ministros del partido dimitieron y trataron de presentarse a las elecciones de octubre de 1929 como oposición, a pesar de haber pasado los últimos tres años en el Consejo de Ministros.

### De nuevo en la oposición
Durante los siguientes tres años, marcados por la Gran Depresión —en la región, la producción se redujo un 40 % y el paro afectó a un tercio de la población—, Tiso trató infructuosamente de que el PPE volviese al Gobierno, al tiempo que intentaba hacerse con las riendas del partido. Sus intentos de formar coaliciones, bien católicas, bien nacionalistas eslovacas, fracasaron. Para tratar de resolver la grave crisis económica, propugnó nuevas inversiones estatales en infraestructuras y colaboró con otros partidos, si bien con escaso efecto. Por entonces, el PPE defendía un sistema estatal copiado del antiguo Compromiso austrohúngaro, en el que Eslovaquia obtuviese una amplia autonomía, compartiese solo algunos ministerios con el resto del país, y primasen los eslovacos sobre el resto de grupos culturales de la región. La influencia del partido en la política nacional, no obstante, fue casi nula entre 1929 y 1932: para hacerlo, hubiese tenido que regresar al Gobierno y para esto tenía que renunciar aparte de su programa y arriesgarse con ello a perder apoyos en Eslovaquia. Frustrado en su actividad parlamentaria, el partido emprendió entonces acciones fuera de las Cortes, que en algunos casos le reportaron cierta notoriedad. Al mismo tiempo, Tiso hubo de afrontar la competencia de un nuevo grupo de dirigentes del partido más jóvenes que, en ocasiones, contaron con el decidido apoyo de Hlinka.

### Crisis checoslovaca
Cuando la Alemania de Adolf Hitler anexó los Sudetes (región de Checoslovaquia que contaba en 1938 con un amplio sector de población germanófona), el presidente checoslovaco Edvard Beneš huyó del país en octubre de 1938. Durante el caos que resultó, los eslovacos (quienes hasta entonces habían carecido de cualquier forma de autonomía dentro de Checoslovaquia) declararon su autonomía dentro de Checoslovaquia y nombraron a Tiso, como el líder del principal partido eslovaco, primer ministro de esta Eslovaquia autónoma. Hungría, que nunca había aceptado la separación de Eslovaquia que supuso el Tratado de Trianón (1918), se aprovechó de esta situación y persuadió a Alemania y a Italia para que forzasen a Eslovaquia a traspasar a Hungría un tercio de su territorio eslovaco por la concesión supuesta de Viena (arbitraje de Viena, noviembre de 1938).
En octubre de 1938, dos meses después de fallecer Hlinka, obtuvo la presidencia de la nueva Eslovaquia autónoma.
Teniendo en cuenta esta situación, todos los partidos políticos checos o eslovacos en Eslovaquia (a excepción de los comunistas) unieron voluntariamente sus fuerzas e instalaron el partido de la gente eslovaca “del Hlinka - el partido de la unidad nacional eslovaca” en noviembre de 1938, que creó la base para el régimen autoritario futuro en Eslovaquia. (Lo mismo sucedió en la parte checa del país dos semanas más tarde). En enero de 1939, el gobierno eslovaco prohibió todos los partidos aparte del partido de la Unidad Nacional Eslovaca, el “Deutsche Partei” (un partido de alemanes en Eslovaquia) y el “Partido Húngaro Unificado” (un partido de húngaros en Eslovaquia). 
A partir de febrero de 1939, Alemania realiza planes para ocupar la parte checa. No estando interesados básicamente en Eslovaquia, tratan de persuadir a políticos eslovacos para que declaren la independencia de Eslovaquia. El 10 de marzo de 1939, el Gobierno de Checoslovaquia anunció la destitución de Tiso por sus contactos secretos con Alemania y Polonia y la petición de la delegación económica eslovaca de ayuda para proclamar la independencia y desplegó tropas en Eslovaquia. Tiso se retiró a su parroquia de Bánovce, a donde los alemanes enviaron al jefe de las juventudes eslovacas el día 12 para invitarlo a visitar a Hitler. Tras consultar en Bratislava con los dirigentes del partido al día siguiente, aceptó la invitación, marchó a Viena y de allí a Berlín.
Llegado a la capital alemana la tarde del día 13, Ribbentrop le comunicó que Alemania no impediría que Hungría ocupase el territorio eslovaco salvo que se proclamase inmediatamente la independencia. A continuación, Tiso visitó a Hitler, que lo presionó para que declarase la independencia de Eslovaquia bajo “protección alemana”, bajo amenaza de que, en caso de no aceptar, Alemania permitiría que Hungría y Polonia se anexionasen el territorio restante de Eslovaquia. Bajo estas circunstancias, Tiso habló por teléfono con el presidente checoslovaco Emil Hácha y el primer ministro de Eslovaquia, Karol Sidor, quienes acordaron convocar al Parlamento eslovaco el día siguiente. A continuación, Tiso retomó las reuniones con los alemanes y trató de proclamar la independencia desde Berlín, pese a la insistencia alemana. De vuelta en Bratislava la mañana del día 14, Tiso informó al Gobierno eslovaco de las conversaciones berlinesas y este decidió declarar la independencia. El Parlamento eslovaco declaró unánimemente la independencia de Eslovaquia en una votación pública, y el 15 de marzo, Alemania invadió las tierras checas restantes.
La Dieta eslovaca aprobó que el Gobierno quedase en manos de un Consejo de Ministros elegido por la presidencia de la Cámara hasta que se proclamase la nueva Constitución. Tiso lo encabezó, con Vojtech Tuka de vicepresidente. El día 15 Tiso solicitó formalmente la protección alemana para el nuevo Estado.
Tiso sirvió como primer ministro de la Eslovaquia independiente a partir del 14 de marzo de 1939 hasta el 26 de octubre de 1939. El 26 de octubre es proclamado presidente (jefe de Estado) de Eslovaquia. El 1 de octubre de 1939 es proclamado oficialmente presidente del Partido del Pueblo Eslovaco. A partir de 1942, adoptando las formas nazis, se autodenomina "Vodca" (líder)

## La República eslovaca

Fronteras de la República Eslovaca durante la Segunda Guerra Mundial, tras el Primer Arbitraje de Viena (en gris, la frontera eslovaca moderna, en el siglo).

La independencia de Eslovaquia seguía siendo en gran parte ilusoria, en el sentido que Eslovaquia se había convertido en un estado títere alemán. El Partido del Pueblo Eslovaco funcionó como la única organización política legal en Eslovaquia. 

### Cooperación exterior
Tiso permitió al ejército alemán utilizar territorio eslovaco en el ataque a Polonia.
Más tarde, declaró la guerra a la Unión Soviética. Soldados eslovacos participaron en ambos ataques. Sólo tras los duros reveses de los alemanes en el frente oriental se redujo el contingente eslovaco destinado a luchar junto a los alemanes.

### Política interior: moderados y radicales
Pronto la aparente unión del partido desapareció formándose dos bandos enfrentados: los partidarios de Tiso, generalmente miembros del clero y pertenecientes a las generaciones de más edad; y los radicales partidarios del primer ministro Vojtech Tuka, en general más jóvenes y partidarios de los alemanes. Mientras que los primeros eran defensores de un estado autoritario y religioso similar al que había existido en Austria hasta la anexión alemana, los segundos admiraban el modelo nazi alemán. La política interna de la república se convirtió en un continuo tira y afloja entre ambos grupos.
Los alemanes siguieron una política de equilibrio entre los dos bandos enfrentados, ora favoreciendo a los radicales, ora a los moderados cercanos a Tiso. En general, Tiso contaba con el apoyo alemán, no así sus seguidores, a los que intentaron neutralizar mediante el sostenimiento, especialmente por parte de las SS, de los radicales de Tuka. La actitud de ambas facciones ante los judíos se convirtió en una manera de presionar al oponente y ganarse el respaldo alemán.
A partir de 1942, aunque ninguno de los dos bandos había conseguido desbancar completamente al otro del poder, los partidarios de Tiso habían ganado claramente la partida: el cargo de Tiso como caudillo de la nación fue confirmado legalmente y los paramilitares de la Guardia de Hlinka pasaron a control del presidente.

### La ideología del Estado
El partido de Tiso dirigió el país siguiendo ciertas pautas: nacionalismo extremo, religión católica, un orden social teóricamente basado en la doctrina católica y el desprecio hacia el sistema democrático y las libertades personales. Mientras que las dos primeras eran parte de la tradición eslovaca, las últimas eran adaptaciones del exterior a la nueva situación.

### Antisemitismo del gobierno Tiso
El partido bajo dirección de Tiso se alineó con las políticas antisemitas nazis, aplicándolas en Eslovaquia, lo cual no supuso grandes sacrificios, dada la política de Hlinka de una “Eslovaquia para los Eslovacos”, una línea vehemente asumida por Jozef Tiso. El acto principal de las mismas era el código judío; tras su aprobación, los judíos perdieron el derecho a poseer propiedades inmobiliarias o mercancías de lujo, quedaron excluidos de los trabajos públicos y se les prohibió el ejercicio de las profesiones liberales. Tampoco podían participar en deportes o acontecimientos culturales y estaba vedado su ingreso o permanencia en las escuelas secundarias y universidades. Además de ello, fueron obligados a usar la Estrella de David en público. 
El propio Tiso era antisemita; si bien las opiniones difieren  sobre su papel en las deportaciones judías de Eslovaquia, se sabe que adhirió a las polìticas raciales de los nazis. Algunas fuentes sostienen que apoyó las deportaciones de forma tácita; otras, precisan que las primeras deportaciones se realizaron de forma encubierta a causa de su oposición personal. Sin embargo, documentos referentes al holocausto en Eslovaquia prueban que este consintió las deportaciones y cooperó con los alemanes. De hecho,  Tiso pronunció en agosto de 1942 un discurso en Holič en uno de cuyos pasajes sostuvo:

La gente pregunta si lo que se está haciendo con los judíos es cristiano. ¿Es humano? ¿No es un robo? ... Yo pregunto ¿no es cristiano que la nación quiera liberarse de su enemigo eterno, el judío? ... El amor a uno mismo es un mandato de Dios, y este amor a mí mismo me ordena eliminar ... todo lo que me daña o amenaza mi vida. No creo que deba convencer a nadie de que el elemento judío amenazó la vida de los eslovacos. ...Hubiera sido aún peor si no nos hubiéramos recuperado a tiempo, si no nos los hubiéramos purgado. Y lo hicimos de acuerdo con el mandato divino: ¡eslovaco, elimina a tu parásito!
J. Tiso en la fiesta de la cosecha, Holíč  agosto de 1942

El 30 de agosto de 1942, Hitler elogió la política racial de Tiso diciendo; "¡Es interesante cómo este pequeño sacerdote católico, nos está enviando a los judíos a los campos!"
El régimen fomentó al principio la emigración judía, mantuvo un gran interés en el plan alemán de deportación a Madagascar y, a partir de 1940, comenzó una concentración gradual de los habitantes judíos en guetos, que se aceleró drásticamente en 1941. El consejero alemán para la «cuestión judía» declaró tras la guerra que existía un plan para empobrecer a los judíos y crear así un problema económico y social que se resolviese mediante la deportación. En julio de 1941, una delegación eslovaca acompañada de consejeros alemanes visitó los campos de trabajo que se estaban construyendo para los judíos en Silesia. En ese momento se desestimó el envío de los judíos a dichos campos. Uno de los miembros de la delegación declaró, tras conocer las condiciones de los campos que estas eran «no cristianas, inhumanas, tenemos que encontrar otra solución en Eslovaquia»..En cuanto a la petición explícita de los rabinos eslovacos para que se evitase la deportación fue desoída.
En noviembre, durante una visita del primer ministro Vojtech Tuka y del ministro de interior a Hitler, se discutió la situación de los judíos. A lo largo de la visita, Himmler prometió ayuda a los eslovacos para la construcción de campos de concentración y para la instrucción de los guardias. La construcción debía realizarse en la primavera de 1942. Durante el invierno, los judíos serían internados en catorce asentamientos y cuatro campos. Mientras tanto, los alemanes solicitaron el permiso de Eslovaquia (y otros países aliados al Eje, como Croacia, Rumanía) para deportar a sus ciudadanos judíos residentes en Alemania; los funcionarios del ministerio de exteriores, a pesar de ser plenamente conscientes del destino de sus conciudadanos, otorgaron el permiso; su única objeción fue reclamar las propiedades de los deportados.En febrero de 1942, Eslovaquia se convirtió en el primero de estos países aliado nazi en aceptar deportaciones. Además, el régimen nazi había solicitado el envío de 20,000 jóvenes judíos aptos para tareas laborales; Tiso aceptó, esperando que a cambio pudieran retornar al paía los más de cien mil trabajadores eslovacos residentes en Alemania. Las escenas en los patios ferroviarios con los deportados siendo golpeados por los guardias Hlinka habían provocado protestas, incluso de destacados miembros de la iglesia como el obispo Pavol Jantausch. El Vaticano llamó dos veces al embajador eslovaco para preguntar qué estaba pasando en Eslovaquia. Según el historiador británico Richard Evans, estas intervenciones "hicieron que Tiso, quien después de todo todavía era un sacerdote consagrado, tuviera dudas sobre el proceso de deportación". Sin embargo, frente a las críticas de la Iglesia, Tiso declaró: "No hay intervención extranjera que nos detenga en el camino hacia la liberación de Eslovaquia de la judería ". El arzobispo Burzio y otros informaron a Tiso que los alemanes estaban asesinando a los judíos deportados lo que, según algunos historiadores como Evans o Mazower, hizo dudar a Tiso.  Ante estas protestas y ante la primera derrota alemana en Rusia, Eslovaquia se convirtió en el primer estado títere de Hitler en detener las deportaciones.
 

Cuando en 1943 surgieron rumores de nuevas deportaciones, el Nuncio apostólico en Estambul, Angelo Roncalli (más tarde Papa Juan XXIII) y el citado arzobispo Burzio presionaron a la Santa Sede para que interviniera en términos más fuertes, así el episcopado eslovaco emitió una carta pastoral condenando el totalitarismo y el antisemitismo. No obstante,  unos cincuenta y nueve mil judíos (el 75 % de la comunidad judía de Eslovaquia) habían sufrido ya la expulsión, sobre todo a Auschwitz, de la que solamente una minoría sobrevivió

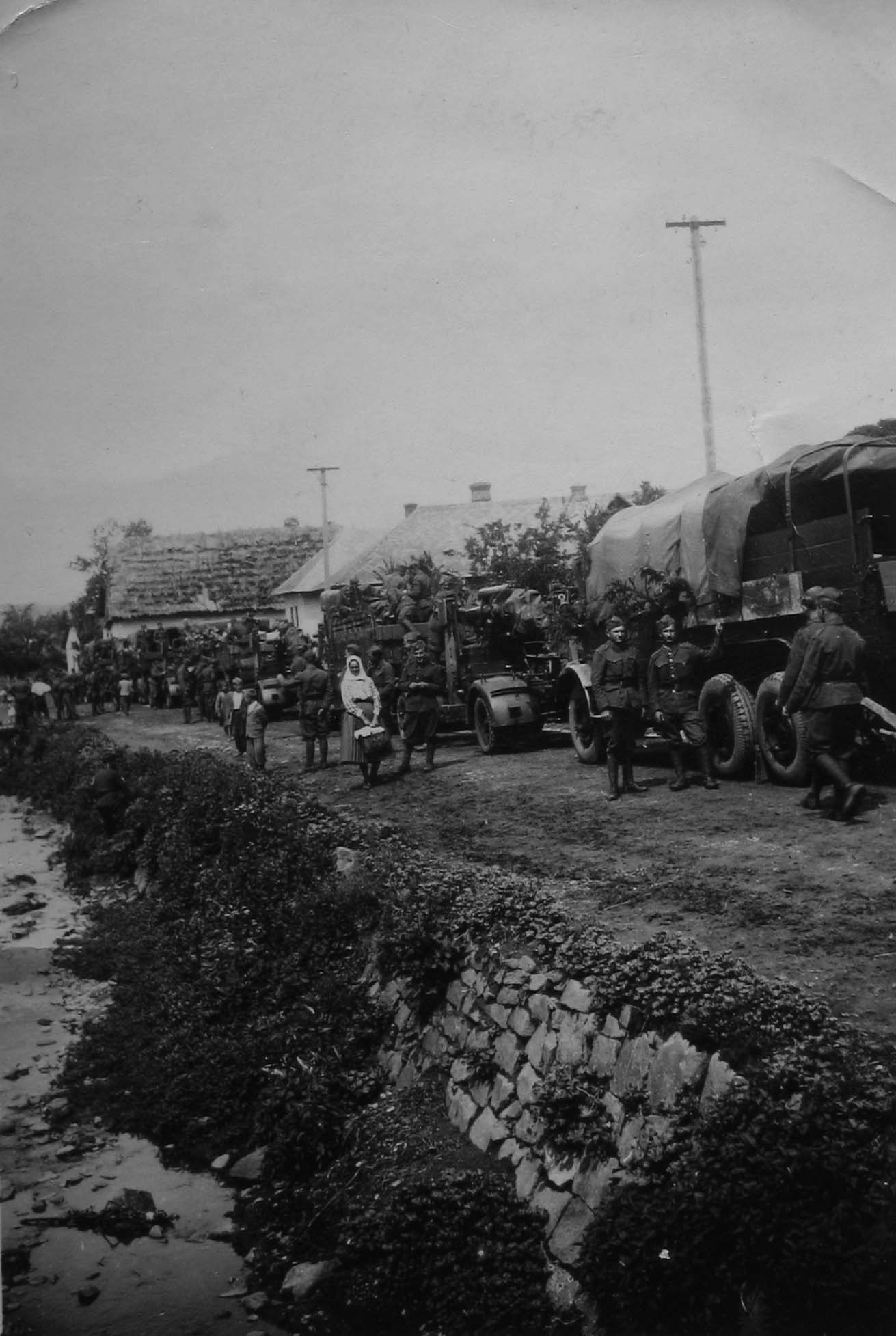
Tropas rebeldes haciendo una parada en un pueblo, 1944

Entre octubre de 1942 y octubre de 1944, Eslovaquia incluso sirvió como refugio seguro para los judíos que sufrían la persecución en países vecinos ocupados por Alemania tales como Austria, el Protectorado de Bohemia y Moravia, Polonia y Ucrania.
Cuando el ejército soviético alcanzó la frontera eslovaca estalló la sublevación nacional eslovaca. Como resultado del acercamiento de las fuerzas soviéticas y de la sublevación, Alemania decidió ocupar toda Eslovaquia y el país perdió su independencia. Las autoridades alemanas ocupantes en octubre de 1944 reanudaron las deportaciones judías. Durante la ocupación alemana 1944-1945, trece mil quinientos judíos más fueron deportados y otros cinco mil encarcelados.

### Caída y muerte
Tiso perdió el poder cuando el ejército soviético conquistó las últimas partes de Eslovaquia occidental en abril de 1945. Hubo de hacer frente a las acusaciones de “traición interna, traición a la sublevación nacional eslovaca y colaboración con el nazismo”. El 15 de abril de 1947, la Corte Nacional (Národný súd) lo condenó a muerte. Tan solo el presidente Edvard Beneš tenía la capacidad de conceder una suspensión temporal del castigo, pero a pesar de la opinión pública eslovaca y la intervención del Partido Democrático Eslovaco, así como del voto del gabinete checoslovaco contra la ejecución, rechazó conceder la amnistía a Tiso. Fue ahorcado el 18 de abril de 1947.